# Charaxes kahldeni
Charaxes kahldeni är en fjärilsart som beskrevs av Homeyer och Herman Dewitz 1882. Charaxes kahldeni ingår i släktet Charaxes och familjen praktfjärilar. Inga underarter finns listade i Catalogue of Life.